# Agrotis liouvillei
Agrotis liouvillei är en fjärilsart som beskrevs av Le Cerf 1932. Agrotis liouvillei ingår i släktet Agrotis och familjen nattflyn. Inga underarter finns listade i Catalogue of Life.